# Skoczów
Skoczów (niem. Skotschau, cz. Skočov) – miasto w województwie śląskim, w powiecie cieszyńskim, siedziba władz gminy miejsko-wiejskiej Skoczów.
Według danych z 31 grudnia 2023 miasto miało 13 423 mieszkańców. Jest jednym z najstarszych miast Śląska Cieszyńskiego (według Jana Długosza najstarszym od źródeł Wisły). Największy ośrodek przemysłowy w powiecie cieszyńskim z kilkoma fabrykami i zakładami produkcyjnymi. Dawniej miasto było głównym ośrodkiem śląskiego ruchu narodowego i Śląskiej Partii Ludowej, która wydawała własne czasopismo - Ślązak.

## Położenie

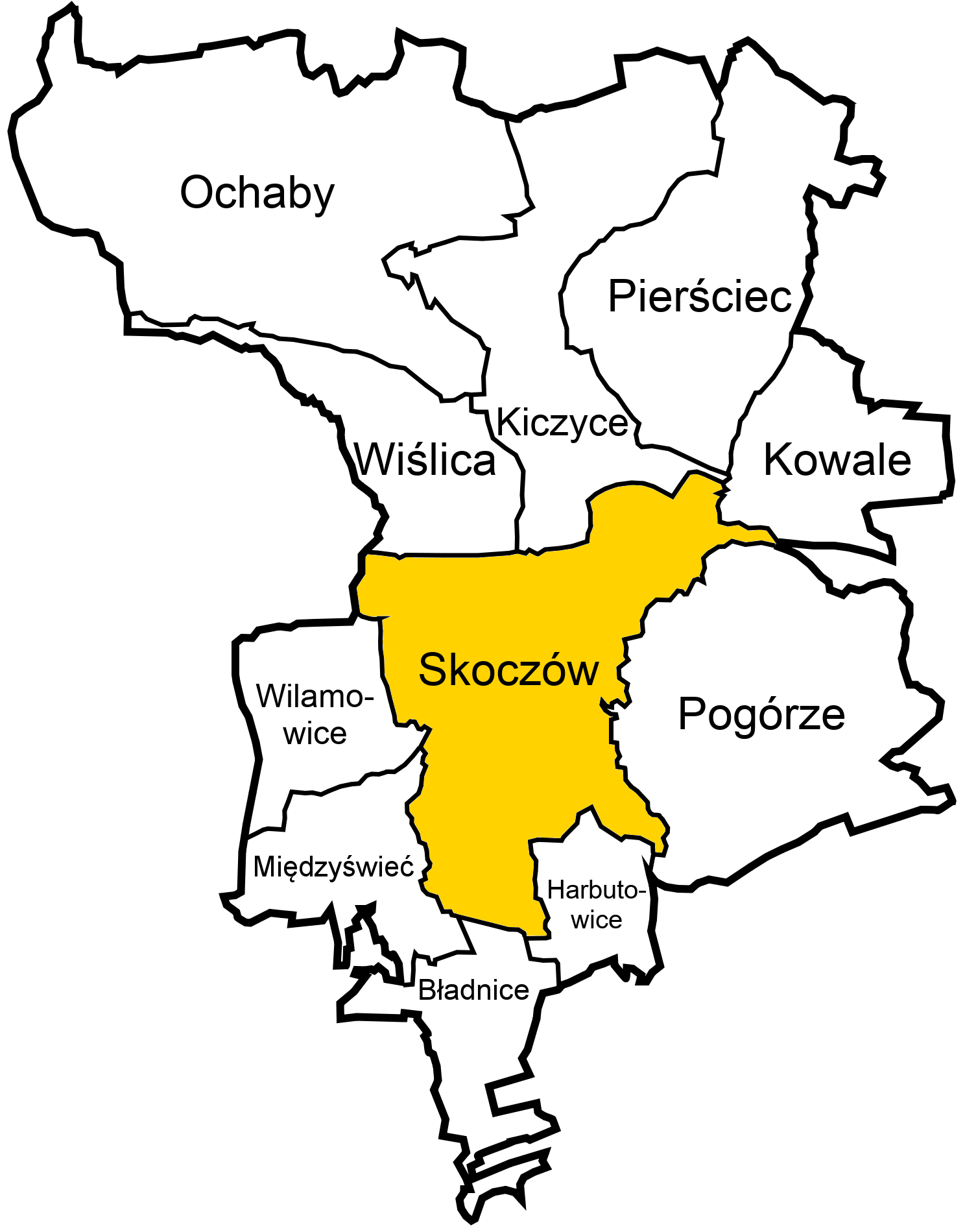
Skoczów na mapie gminy

Skoczów leży w historycznych granicach regionu Śląska Cieszyńskiego, natomiast odnosząc się do geograficznego aspektu leży na południowym krańcu regionu Dolina Górnej Wisły, będącej częścią Kotliny Oświęcimskiej. Od wschodu, południa i zachodu miasto otacza Pogórze Śląskie, którego skrawek – wschodnie zbocze Górki Wilamowickiej (388 m n.p.m.) – należy do Skoczowa.
Według danych z 31 grudnia 2012 powierzchnia miasta wynosiła 9,85 km². Graniczy od północy z Wiślicą i Kiczycami, od wschodu z Kowalami i Pogórzem, od południa z Harbutowicami i Bładnicami, na zachodzie z Międzyświeciem i Wilamowicami, wszystkie te miejscowości należą do gminy Skoczów, jedynie Simoradz, z którym miasto sąsiaduje na północnym zachodzie należy do innej gminy (Dębowiec).

## Demografia
Piramida wieku mieszkańców Skoczowa w 2014:

## Nazwa
Lokalna legenda o pochodzeniu nazwy miasteczka, wspomina o rzeczywistym grodzie, który istniał dawniej na terenie Międzyświecia, w górę rzeki Bładnicy. Z czasem zaczęto osiedlać się na obecnym terenie miasta, a stary gród upadł. Miasteczko, które „przeskoczyło” na obecne miejsce nosi więc nazwę Skoczów. W 1327 wymieniony jest jako oppidum Scocoviense. Na mapie Abrahama Orteliusa z 1603 miejscowość widnieje pod nazwą Skoczow. W roku 1613 śląski regionalista i historyk Mikołaj Henel z Prudnika wymienił miejscowość w swoim dziele o geografii Śląska pt. Silesiographia podając jej łacińską nazwę: Skotzovia. Szwajcarski kartograf i geograf Matthäus Merian w swoim dziele „Topographia” wydanym w 1650 podaje dwie zgermanizowane formy nazwy miejscowości: „Skotzaw” oraz „Sckozau”. Słownik geograficzny Królestwa Polskiego podaje nazwę Skoczów oraz niemiecką Skotschau.

## Historia

### Dzieje najstarsze
Praosadą dzisiejszego Skoczowa było grodzisko położone ok. 2 km na południowy zachód od dzisiejszego centrum (obecnie Międzyświeć). Grodzisko to, założone na miejscu wcześniejszej osady ludności łużyckiej z ok. V w. p.n.e., było zamieszkiwane przez plemię Gołęszyców i funkcjonowało w VII–IX w. n.e. Gród ten początkowo był osadą otwartą, usytuowaną na naturalnie obronnym wzgórzu nad doliną rzeki Bładnicy, ponad jarem zwanym „Piekiełko”. Później osada otoczona została wałem ziemnym i fosą. Uwagę zwraca szczególnie obronna funkcja grodu, będącego prawdopodobnie najbardziej na wschód wysuniętą warownią Gołęszyców, która graniczyć mogła z terenami należącymi już do plemiona Wiślan. Osada została zniszczona w końcu IX w. najprawdopodobniej w wyniku najazdu księcia wielkomorawskiego Świętopełka II i już nie odbudowana.

### Średniowiecze
Za najstarszą pisaną wzmiankę o Skoczowie uważa się czasem dyplom wystawiony przez Mieszka tytułującego się jako dux Oppoliensis et dominus Tessinensis et Ratiboriensis (księcia opolskiego, pana na Cieszynie i Raciborzu, w domyśle Mieszka Otyłego) dla rycerza Przecha z Zabłocia, na którym na liście świadków widniał pisarz książęcy Mikołaj z miejscowości Coczow (Skoczów). Część badaczy uważa jednak ten dokument za sfałszowany. Idzi Panic bierze też pod uwagę taką możliwość, że mógł się tu wkraść błąd podczas przepisywania tegoż dokumentu, który mógłby być pierwotnie wystawiony przez Mieszka, późniejszego księcia cieszyńskiego w 1282, wówczas jeszcze wraz z młodszym bratem Przemkiem rządzącym księstwem raciborskim obejmującym również kasztelanię cieszyńską i oświęcimską, o wiele prawdopodobniej mogącego tytułować się księciem opolskim, panem na Cieszynie i Raciborzu, niż Mieszko Otyły, który nigdy w podobny sposób się nie tytułował. Zamiast MCCLXXXII (1282) pominięta mogła zostać liczba L, w rezultacie dając rok MCCXXXII (1232).
Jeśli jednak uznać powyższy dokument za fałszywy, to pierwsza pewna wiadomość o miasteczku, oppidum Scocoviense, pochodzi z dyplomu z 1327, kiedy to książę cieszyński Kazimierz I uznał się za lennika króla czeskiego. Sformułowanie oppidum użyte również do Jamnicy (zob. Frydek), zostało użyte w przeciwieństwie do lokowanych i rządzących się już na prawie zachodnim civitates Cieszyna, Bielska i Frysztatu, oznaczało zapewne to, że Skoczów kierował się wówczas jeszcze zwyczajowym prawem polskim. W wymienionym dokumencie lennym wspomina się również gród, który utożsamiać można z późniejszym „skoczowskim zamkiem”. Była to budowla drewniana, jednak na tyle znacząca, że w XV w. przebywali w niej dość często książęta cieszyńscy – świadczą o tym wystawiane tu książęce dokumenty (1424, 1452).
Skoczów najprawdopodobniej powstał jako podgrodzie zamku, oddzielone od niego fosą, które z czasem rozwinęło się we wczesnośredniowieczną osadę targową z nieregularną zabudową. Przedlokacyjne centrum tej osady znajdowało się kilkaset metrów na północ od dzisiejszego rynku, w miejscu gdzie później (najwcześniej pod koniec lat 30. XIV w.) wybudowano kościół parafialny. W pobliżu tego placu przebiegał szlak z Cieszyna, chroniony przez wspomniany gród, idący następnie przez bród (później most) na Wiśle w kierunku Bielska (Starego Bielska). Lokacja miasta wokół nowego rynku na prawie niemieckim nastąpiła hipotetycznie w podobnym czasie co Frydku, tj. pod koniec XIV w. Czasem jako datę przyznania Skoczowowi praw miejskich podaje się 1267. Po raz pierwszy podana została w opublikowanych na początku XX wieku pracach H. Neulinga, który stwierdził, że w 1267 Skoczów dysponował własną pieczęcią miejską z napisem Sigillum civitatis Skocoviensis Ponadto data ta nie posiada żadnego potwierdzenia w źródłach pisanych, zaś sama rzeczona pieczątka pochodzi nie z 1267, a z 1565, jednak rok ten został niezdarnie wyryty przez niezbyt biegłego w sztuce rytownika, a przez Neulinga źle odczytana.
Skoczów był w średniowieczu stosunkowo niewielką osadą. W połowie XIII w. mógł liczyć 80–100 mieszkańców, natomiast w roku 1327, w okresie zmiany przynależności państwowej księstwa cieszyńskiego – ok. 200. W II poł. XIV w., po przeniesieniu miasta na prawo niemieckie, liczyło ono 390 mieszkańców (w tym samym czasie Cieszyn – 930). W tej liczbie ok. 20% stanowić mogli nowi osadnicy, prawdopodobnie Niemcy, sprowadzeni przez nowego zasadźcę.
Lokowane miasto charakteryzowało się już regularną zabudową wokół rynku, wydłużoną w kierunku kościoła. Otoczone zostało obwałowaniami drewniano-ziemnymi z dwoma bramami: Bramą Górną w pobliżu obecnej remizy strażackiej, przez który wychodził szlak w kierunku Cieszyna, oraz Bramą Dolną, prawdopodobnie na wschód od kościoła, gdzie przechodził szlak w kierunku Bielska. Za Bramą Górną rozwinęło się Górne Przedmieście o nieregularnej zabudowie rozciągającej się na południe wzdłuż drogi do Harbutowic, natomiast na prawym brzegu Wisły, w miejscu rozwidleniu dróg do okolicznych wsi rozwinęło się Dolne Przedmieście. Całość obszaru na prawym brzegu Wisły nazywane było Dolną Stroną, znajdowały się tutaj również Dolne Pola, Dolny Bór, a na południu Bajerki, których nazwa wywodzi się od określenia bagienki/bagierki (bagna). W spisie opłat świętopietrza z 1447 r. po raz pierwszy wzmiankowana jest parafia rzymskokatolicka pw. śś. Piotra i Pawła, a na podstawie ich wysokości ludność Skoczowa oszacowana została na ok. 450 obywateli. Skoczów był wówczas przede wszystkim osadą rolno-rzemieślniczą, w dużo mniejszym stopniu handlową. Dopiero napływ ludności z Moraw i Węgier spowodował wyspecjalizowanie się grodu głównie w rzemiośle.

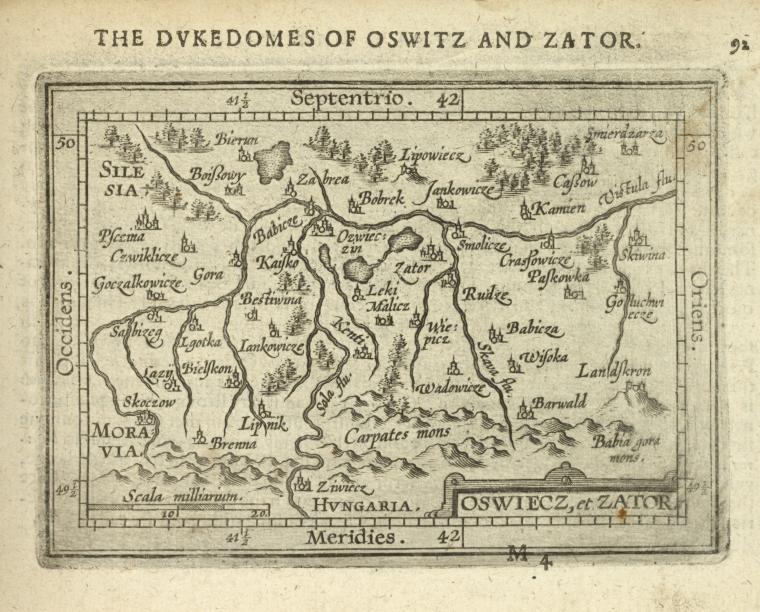
Skoczów na mapie Księstwa Oświęcimskiego i Zatorskiego – mapa Abrahama Orteliusa z 1603

Prawdopodobnie pod koniec 1469 lub w pierwszych dniach 1470 Skoczów zniszczył pożar, który strawił nadane miasteczku przywileje oraz inne dokumenty. Po tym pożarze z prośbą o potwierdzenie dotychczasowych praw przez księcia cieszyńskiego Kazimierza II udali się rajcy z burmistrzem (co pośrednio potwierdza funkcjonowanie miasta na prawie niemieckim), co stało się 26 stycznia 1470 w Cieszynie, wystawieniem dokumentu, który ponadto rozszerzył dotychczasowe przywileje miejskie Skoczowa m.in. o prawa spadkowe do czwartego pokolenia, jakie zostały nadane wcześniej innym miastom księstwa jako tzw. wielki przywilej. Jest to również najstarszy znany historykom dokument od 1327, informujący o statucie prawnym miasta. W mieście istniała już szkoła i szpital z kaplicą poświadczoną w dokumencie z 1482.

### Wiek XVI – reformacja
Kolejny pożar niszczy miasto w roku 1531. Po nim pracujący w mieście rzemieślnicy, wzorem innych miast, powołali do życia (lub odnowili swe statuty zniszczone w pożarze z 1469/1470) cechy. Pierwszymi, którzy uzyskali potwierdzenie statutu, byli szewcy w roku 1547. Przed wojną trzydziestoletnią w mieście funkcjonowało już 7 organizacji cechowych: krawcy, kowale ze ślusarzami, piekarze, płóciennicy, rzeźnicy, sukiennicy i szewcy. Największą sławę dla miasta przynieśli garncarze, czyniąc ze Skoczowa centrum oryginalnej ceramiki, z której miasto było znane do początku XX w. W 1550 miasto uzyskało prawo do warzenia piwa, zatem wzbogaciło się o browar mieszczański.
Po objęciu władzy przez księcia Wacława III Adama w księstwie rozpoczął się okres Reformacji, w Skoczowie nowe wyznanie przyjęli zwłaszcza starszyzna cechowa i kupcy. Wkrótce mieszczanie odebrali katolikom kościół parafialny, zostawiając im kościółek szpitalny. Antykatolickie restrykcje nasiliły się po drugim małżeństwie księcia z Sydonią Katarzyną w 1566, kiedy to katolikom odebrano również kościółek Znalezienia Krzyża Świętego. W tym czasie w mieście urodził się przyszły ksiądz i święty katolicki, Jan Sarkander. W latach 1573–1577 miasto wraz ze Strumieniem oraz sąsiadującymi wioskami zostało sprzedane Gottardowi z Łagowa (von Logau) na Starej Wsi tworząc skoczowsko-strumieńskie państwo stanowe. Nowy właściciel rozpoczął w 1591 r. przebudowę drewnianego zamku na murowany. Po jego śmierci w 1589 państwo powróciło do Księstwa Cieszyńskiego w 1594 po zakupieniu go przez księcia Adama Wacława.

### Wiek XVII – kontrreformacja
W 1610 r. Adam Wacław przeszedł na katolicyzm, a do Skoczowa sprowadził z Żywca ks. Wojciecha Gagatkowskiego. Jeszcze w 1652 według wizytatora biskupiego, większość mieszkańców stanowili niekatolicy, sytuacja ta odwróciła się dopiero przed 1687.

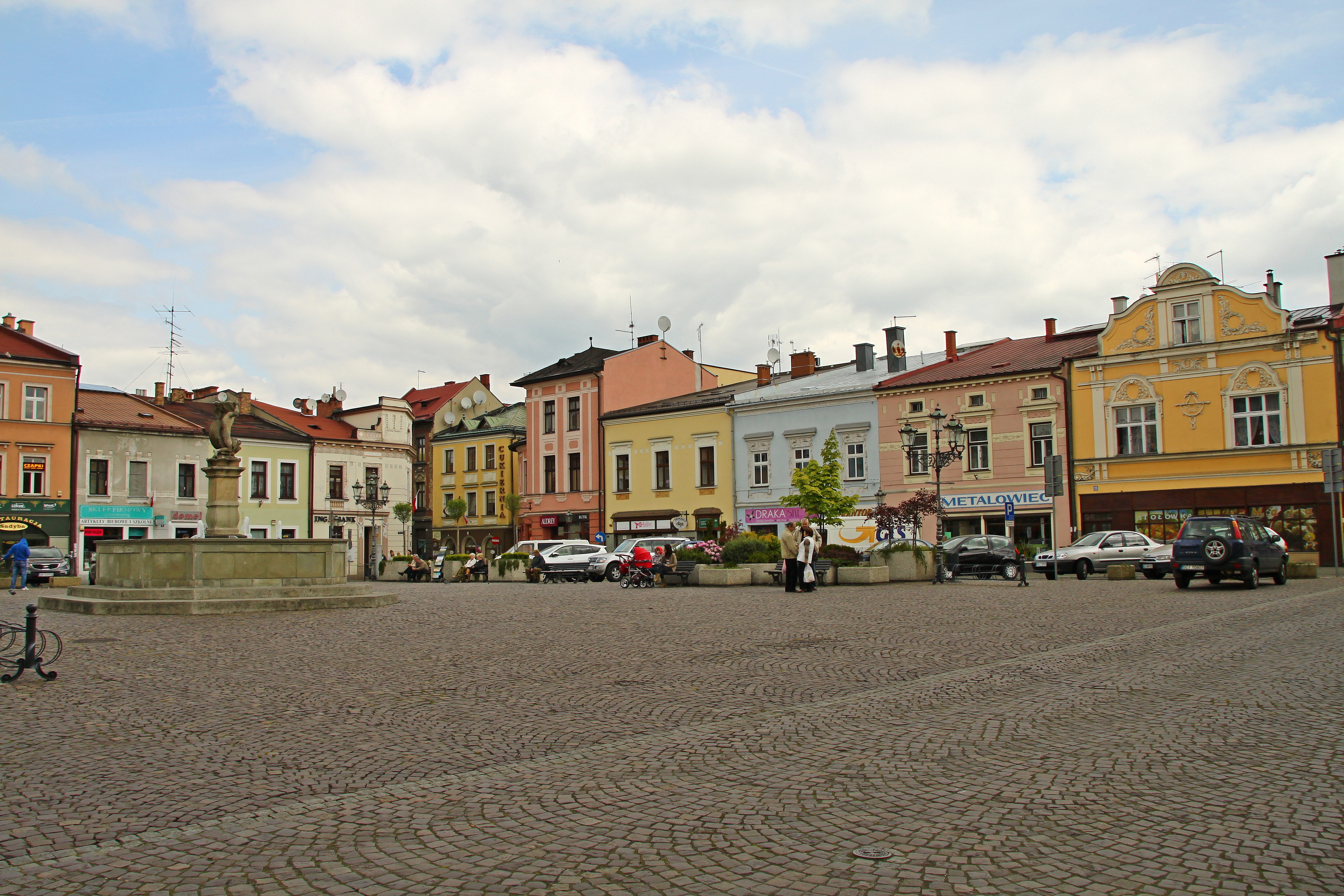
Rynek z zabytkowymi kamienicami i z późnobarokową figurą Jonasza zwanego Trytonem (1775)

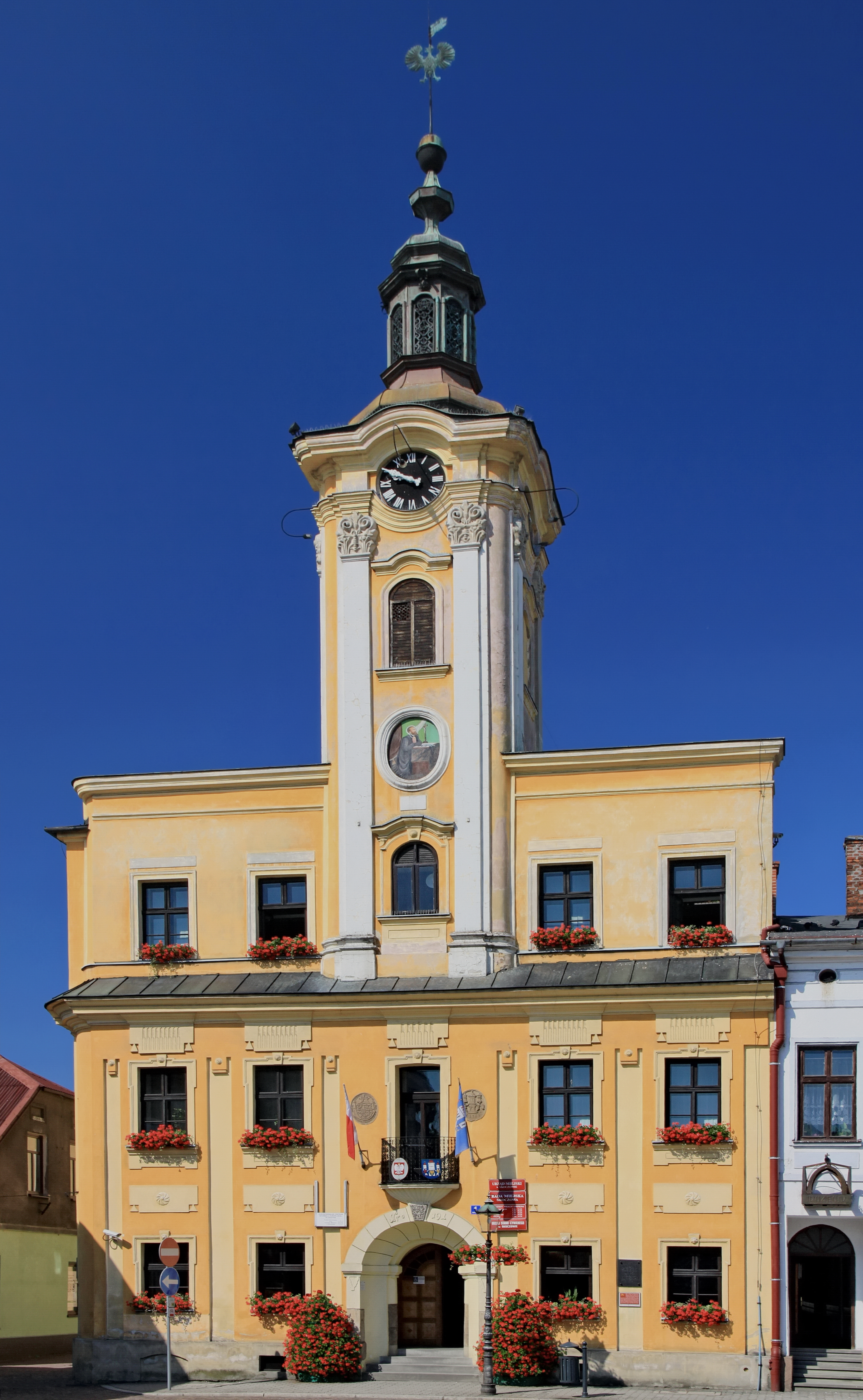
Ratusz w Skoczowie (XVIII/XIX w., przebud. XX w.)

XVII w. nie był pomyślny dla Skoczowa. Oprócz licznych klęsk żywiołowych, doszły rozboje wojsk i luźnych oddziałów grasujących po okolicy w czasach wojny trzydziestoletniej oraz epidemie. W czasie jednej z nich zmarło 300 mieszkańców miasta i okolic. Miasto wolno dźwigało się ze zniszczeń, ale już w 1676 cesarz Leopold I potwierdził jego mieszkańcom wszelkie dotychczasowe prawa i przywileje.

### Wiek XVIII
XVIII w. należy również do tragicznych w historii miasta. W przeciągu 43 lat niszczą Skoczów 2 pożary: w 1713 pożar zamienia miasto w pogorzelisko, a drugi, który wybuchł 7 maja 1756 w zabudowaniach browaru miejskiego, objął całe miasto i zniszczył ponad 100 domów. Po drugim pożarze rozpoczęto budowę Skoczowa murowanego, co mogło się stać dzięki widocznej pomocy ze strony cesarstwa. Odbudowano kościół parafialny pw. św. św. Piotra i Pawła, zamek i budynki śródmieścia. Rozwijały się cechy rzemieślnicze oraz handel. Gdy w roku 1744 uruchomiona została poczta na linii z Krakowa przez Cieszyn do Opawy, w Skoczowie została urządzona stacja przeprzęgania koni. Sześć lat później, na mocy dekretu cesarzowej Marii Teresy z dnia 12 września 1750 r., stacja ta zyskała status stacji pocztowej (była ona 22. stacją licząc od Wiednia). Pierwszym skoczowskim poczmistrzem był Jerzy Jakub Fojcik (Foytzik). Po dwuletnim okresie przerwy w funkcjonowaniu (w l. 1785–1787 poczta mieściła się w sąsiednim Pogórzu) poczmistrz Antoni Habel wybudował nową stację z mieszkaniem służbowym, stajnią, wozownią i stodołami. Rozwijający się ruch towarowo-osobowy przynosił miastu spore dochody. W 1775 r. powstaje rynkowa figura „Neptuna z rybą”, zwanego tu „Jonaszem” lub „Trytonem”, dłuta miejscowego rzeźbiarza Wacława Donaya, którą oglądać można do dziś. W 1797 r. wzniesiony zostaje istniejący do dziś ratusz.

### Wiek XIX
Od początku XIX w. przybywa w mieście rzemieślników i kupców, których warsztaty i sklepy funkcjonowały odtąd w większości przez wiele pokoleń, aż do II wojny światowej. Dochody miastu przynosi wzorowo prowadzony las miejski, którego powierzchnia w poł. XIX w. wynosiła 147 ha.
Okresy prosperity przerywane są jednak różnymi zdarzeniami negatywnymi. Należały do nich klęski żywiołowe, jak np. wielkie gradobicie z 4 czerwca 1811 r., które zniszczyło uprawy w całej okolicy („wskutek czego nastała ogólna drożyzna, dotychczas w księgach nie notowana”), wielka powódź w sierpniu 1813 r., która dotknęła również sąsiednie kraje („Młyny, dwory, domy, zamki podmyła, sprowadziła okropną nędzę i biedę”), czy też potężne wichury z 30 listopada i 24/25 grudnia 1821 r. („Zrzucanie dachów z domów i wież było czymś zwyczajnym”). Inną uciążliwością były ciągłe przemarsze wojsk: francuskich w 1805 r. i ponownie po kapitulacji Wiednia 13 maja 1809 r., rosyjskich (w sile 4 tys.) w listopadzie tegoż roku, a w maju 1813 r. również polskich pod komendą ks. Józefa Poniatowskiego („którzy, ale potem w bitwie pod Lipskiem niemal wszyscy wraz z komendantem padli...”). Miasto widywało w tych czasach również najdostojniejszych gości: z końcem września 1814 r. przejeżdżał przez Skoczów w drodze na kongres do Wiednia cesarz Rosji Aleksander I, w lipcu 1819 r. – cesarz Franciszek I w towarzystwie małżonki i arcykanclerza Aloisa hr. von Ugarte, a 4 stycznia 1823 r. ponownie cesarz Aleksander I, który wracając z kongresu w Weronie zatrzymał się w skoczowskim zamku na obiad. Splendor z tych wizyt z pewnością nie równoważył kosztów, jakie miasto musiało ponosić przyjmując takich gości.
Od połowy XIX w. datuje się rozwój skoczowskiego przemysłu fabrycznego. Początek dała fabryka sukna przybyłych z Bielska braci Bathelt, założona już w 1833 r. przy dzisiejszej ul. Ustrońskiej. Powstała również fabryka sukna innych bielskich przedsiębiorców, Zipserów; przejęta w 1895 r. przez Heilpernów, przemianowana została na „Pierwszą Śląską Fabrykę Koców Derek i Guń”. Rozwijało się w mieście także garbarstwo. W 1859 morawski kupiec Dawid Spitzer założył duży warsztat garbarski, który (przeniesiony w 1875 r. do budynków po spalonym browarze) z czasem rozrósł się w Fabrykę Skór Dawida Spitzera (1901 r.), produkującą skóry na obuwie i obicia mebli.
Miasto rozwijało się i od 1853 śródmieście oświetlane było do północy 5 lampami olejowymi. Codziennie kursowała przez Skoczów para dyliżansów na trasie z Bielska do Cieszyna, a od grudnia 1855 r. dwa razy dziennie jeździły dyliżanse z pocztą i pasażerami z dworca Kolei Północnej w Pruchnej przez Skoczów do Ustronia. W 1853 Żydzi mieszkający w mieście zbudowali synagogę. Jednocześnie nasilały się konflikty na tle narodowościowym między Polakami a Niemcami, silną pozycję miał dodatkowo „ruch ślązakowski” rozwijany równolegle do zainicjowanego przez Pawła Stalmacha miejscowego polskiego ruchu narodowego wokół polskojęzycznych gazet Nowiny dla ludu wiejskiego, Nowy Czas Theodora Haasego, a tuż po śmierci superintendenta wokół czasopisma Ślązak (stąd ruch nazwano ślązakowskim), organu prasowego nowo założonej Śląskiej Partii Ludowej pod przywództwem skoczowskiego nauczyciela Józefa Kożdonia. Od początku ruch ten cieszył się poparciem, również finansowym, miejscowych niemieckich liberałów i wielokrotnie podkreślał przynależność Ślązaków do niemieckiego kręgu kulturowego, jak np. w niemieckojęzycznych przemówieniach Józefa Kożdonia w Bielsku.

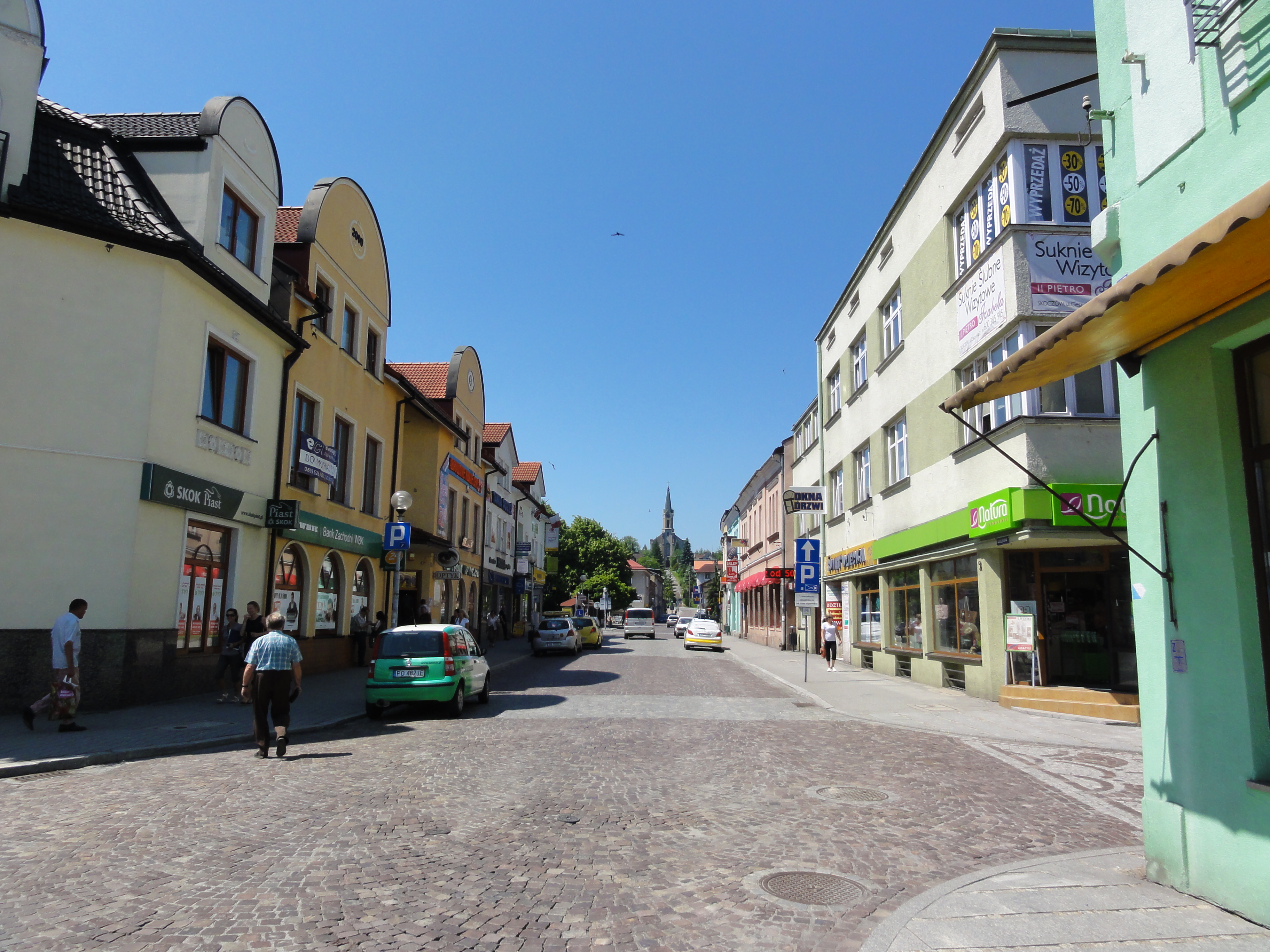
Początek ul. Cieszyńskiej w Skoczowie (od strony rynku) w tle widoczny kościół ewangelicki Świętej Trójcy

W 1865 roku wybudowany został na terenach tzw. Fragsteinu kościół ewangelicki Świętej Trójcy. Wznoszono go staraniem miejscowych luteran w latach 1863–1865. Skoczów był wówczas jednym z niewielu miast Księstwa Cieszyńskiego, w którym nie istniał zbór luterański. Pierwszym pastorem skoczowskim po okresie prześladowań został, pochodzący z Wędryni ks. Jan Karzeł, swoją służbę pełnił do momentu śmierci w 1888 roku, po nim funkcję pastora przejął późniejszy senior i superintendent superintendentury (diecezji) morawsko-śląskiej ks. Andrzej Krzywoń. W 1870 roku powstały w otoczeniu kościoła: budynek plebanii, oraz szkoła ewangelicka.
Na przełomie XIX i XX w. miasto szybko unowocześnia się. W 1888 zbudowano linię kolejową z Cieszyna do Bielska, która przecięła Skoczów i przyspieszyła rozwój miasta. Zbudowano miejską rzeźnię i gazownię, a z czasem wprowadzono elektryczność. W 1904 na Kaplicówce za kościołem ewangelickim zbudowano zbiornik wody dla miejskiej sieci wodociągowej. Pod koniec XIX w. rozpoczęła działalność cegielnia parowa Juliusza Stritzkiego u pn. podnóży Kaplicówki, a w początkach następnego – fabryka kafli Urbanowskiego przy drodze do Ustronia oraz kamieniołomy Józefa Kosowskiego na Podkępiu. Na Górnym Borze Wilhelm Schanzer z Kęt założył w 1902 r. Pierwszą Śląską Fabrykę Wyrobów Cementowych i Kamienia Sztucznego. Powstała również obecna ulica Mickiewicza (Bahnhofstrasse), łącząca centrum ze stacją kolejową. Wzniesiono przy niej reprezentacyjne gmachy nowej szkoły, sądu grodzkiego z więzieniem, a bogaci mieszczanie budowali wzdłuż ulicy swe wille. Rozwój zahamował pożar w 1910, który zniszczył 21 domów w centrum miasta.
Według austriackiego spisu ludności z 1900 w 299 budynkach w Skoczowie na obszarze 981 hektarów mieszkało 3241 osób, co dawało gęstość zaludnienia równą 330,4 os./km². z tego 2298 (70,9%) mieszkańców było katolikami, 721 (22,2%) ewangelikami, a 222 (6,8%) wyznawcami judaizmu, 1730 (53,4%) było polsko-, 1432 (44,2%) niemiecko-, a 34 (1%) czeskojęzycznymi. Do 1910 liczba budynków wzrosła do 349, a mieszkańców do 3744, z czego 3705 było zameldowanych na stałe, 2443 (65,3%) było katolikami, 1042 (27,8%) ewangelikami, 247 (6,6%) żydami, a 12 (0,3%) zadeklarowało inną religię lub wyznanie, 1863 (50,3%) było niemiecko- (w tym większość ludności żydowskiej), 1794 (48,4%) polsko-, a 48 (1,3%) czeskojęzycznymi. Według Słownika geograficznego Królestwa Polskiego w miejscowości mieszkało na początku XX w. 2405 katolików, 584 protestantów i 124 Żydów. Jeżeli chodzi o narodowości 2136 Polaków, 909 Niemców oraz 68 Czechów – informacje te podano na podstawie języka.

### Dwudziestolecie międzywojenne

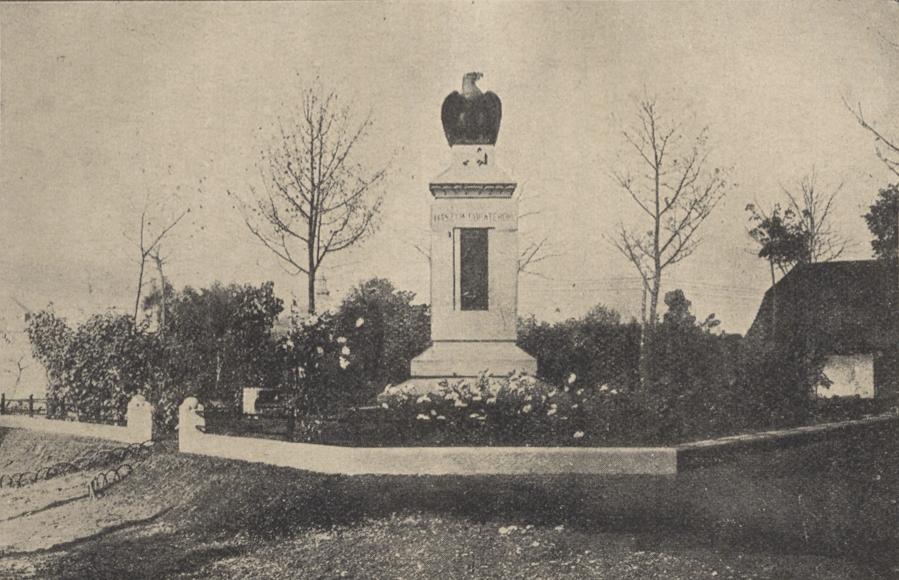
Pomnik ku czci poległych w obronie Śląska Cieszyńskiego 1918–1920 w Skoczowie autorstwa Jana Raszki

Po zakończeniu I wojny światowej Skoczów wraz z całym Śląskiem Cieszyńskim stał się punktem sporu pomiędzy Polską i Czechosłowacją. W 1918 roku na bazie Straży Obywatelskiej lokalni Polacy utworzyli 14 kompanię Milicji Polskiej Śląska Cieszyńskiego w Skoczowie pod dowództwem ppor. Bączka, która podlegała organizacyjnie III baonowi Milicji w Bielsku. 28–30 stycznia 1919 r. pod Skoczowem rozegrała się bitwa pomiędzy armią czechosłowacką oraz wojskiem polskim pod dowództwem płk. Franciszka Latinika. Bitwa została przez polską stronę przegrana, ale Skoczów nie został zajęty przez Czechów, a wieczorem 30 stycznia pod naciskiem państw Ententy zawarto rozejm. Po podziale dawnego Księstwa Cieszyńskiego w 1920 Skoczów znalazł się w granicach Polski, choć występowały tutaj silnie tendencje pro-czechosłowackie (polski komisarz okręgowy w 1919 pisał: Ludność Skoczowa ma sympatie zdecydowanie proczechosłowackie, do tych ludzi nie przemawiają argumenty ideowe, patriotyczne, oni się Polakami nie czują, więc musi się im dać przekonanie, że w Polsce będzie im materialnie lepiej).

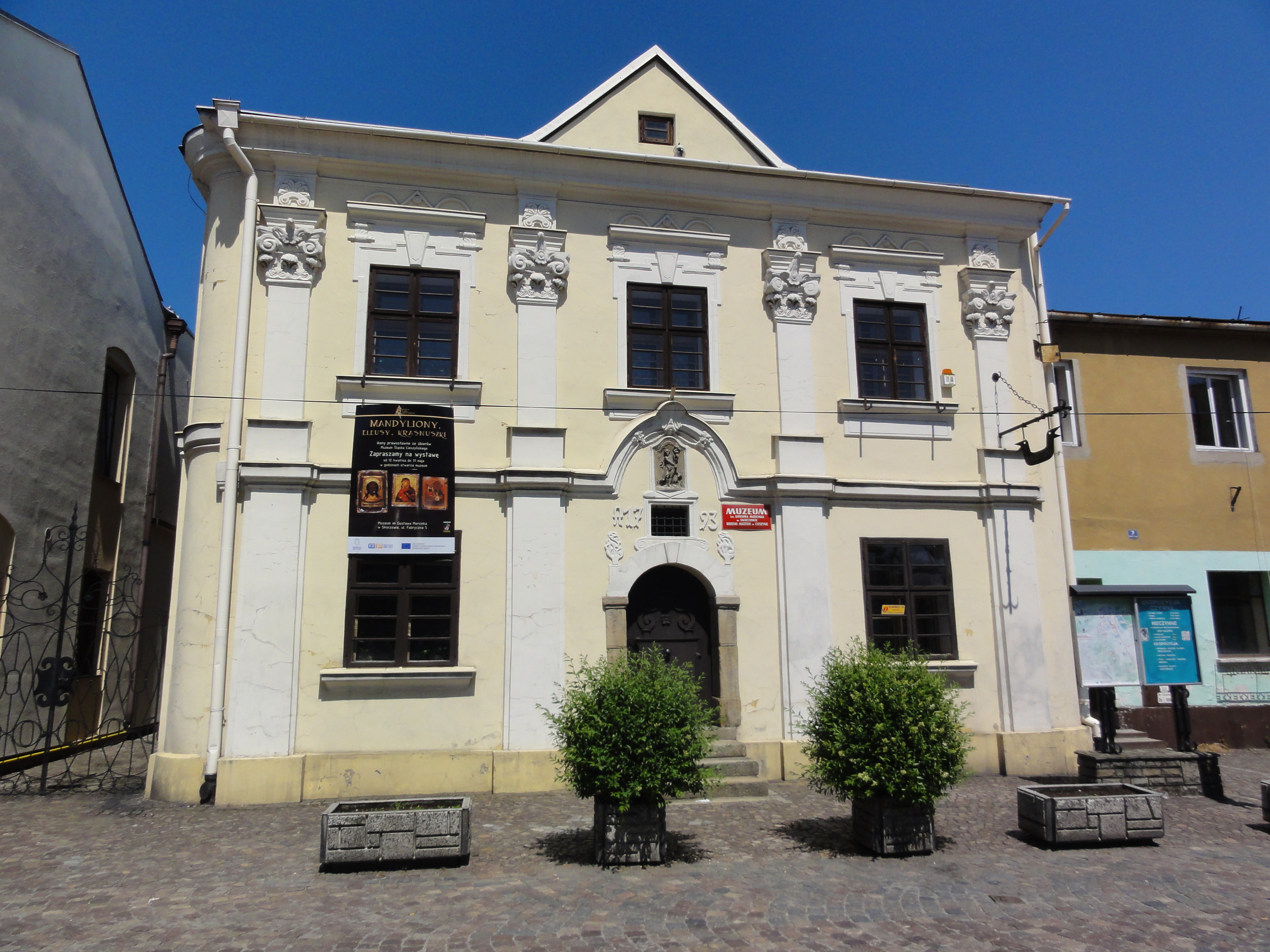
Muzeum im. Gustawa Morcinka

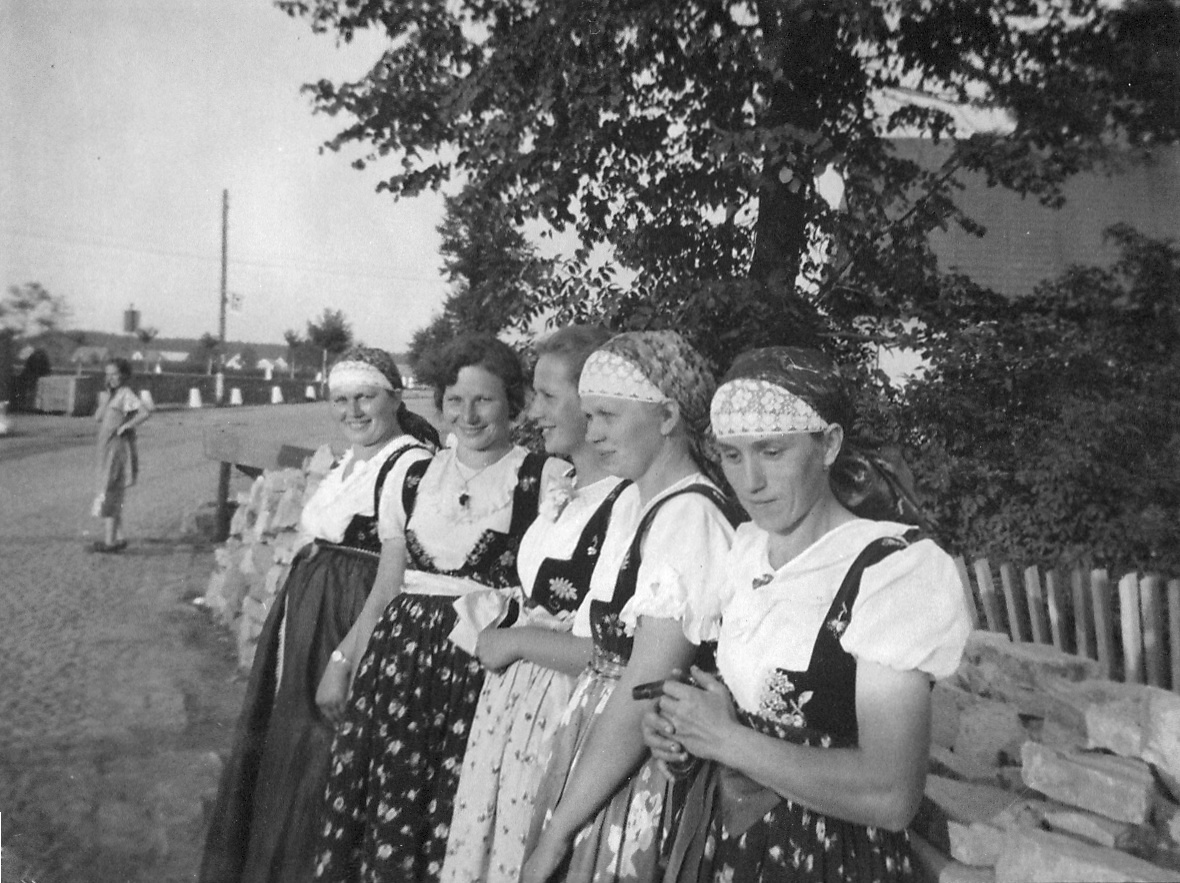
Kobiety w strojach ludowych, 1938

Okres międzywojenny to dalszy rozwój miasta. W Skoczowie zaczęła szybko rozwijać się polska oświata i kultura, powstała polska szkoła ludowa i wydziałowa, gdzie przez wiele lat uczył Gustaw Morcinek. Powstał szereg organizacji politycznych, związkowych i społeczno-kulturalnych. W okresie międzywojennym w miejscowości istniało regionalne gniazdo Towarzystwa Gimnastycznego „Sokół” w Cieszynie propagujące sport oraz gimnastykę .
Po zainstalowaniu w mieście powszechnego oświetlenia elektrycznego, w 1929 zamknięta została miejska gazownia. Rozrastał się obszar zwartej zabudowy miasta i wzmagał się ruch pojazdów. W 1939 zakończono budowę pierwszej drogowej obwodnicy miasta – obecnej ul. Objazdowej.

### II wojna światowa
Po wybuchu II wojny światowej 2 września o zmierzchu siły polskie opuściły przedpola Skoczowa, wysadzając mosty na Wiśle: kolejowy oraz drogowy i wycofały się w kierunku Bielska. Jeszcze tego samego dnia do miasta wkroczyły oddziały niemieckie. Okres okupacji hitlerowskiej zaznaczył się licznymi ofiarami. Już 27 września 1939 Niemcy wywieźli do Niska nad Sanem wszystkich Żydów płci męskiej w wieku 16–60 lat. 24 kwietnia 1940 hitlerowcy aresztowali i wywieźli do obozów prawie całą polską inteligencję ze Skoczowa i okolic. W zimie 1944 i wiosną 1945, w wyniku wielotygodniowych walk toczonych w okolicy, miasto poważnie ucierpiało. Zniszczonych zostało ok. 65% budynków mieszkalnych, część zakładów przemysłowych, wszystkie mosty, sieć wodociągowa oraz węzeł kolejowy. Ostatecznie miasto zostało zdobyte przez oddziały 1 armii 4 Frontu Ukraińskiego.

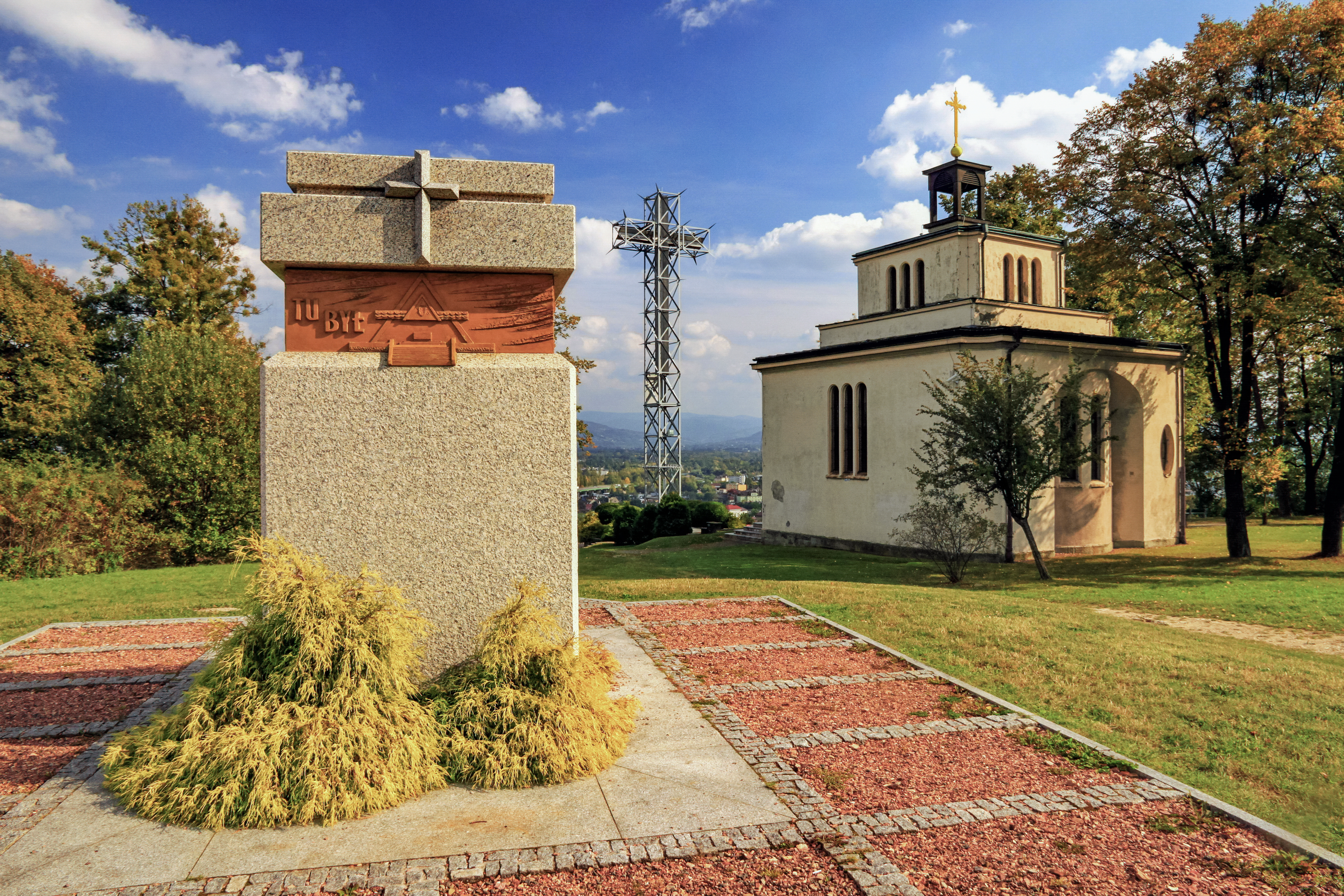
Wzgórze Kaplicówka

### Okres powojenny
W okresie 1944–1947 działała w tej okolicy silna antykomunistyczna partyzantka (m.in. oddziały Henryka Flame, Emila Ruśnioka, Józefa Borkały oraz grupa „Wędrowiec” Wiktora Kani), którą nowe komunistyczne władze krwawo zwalczały. Po wojnie nastąpiła stopniowa odbudowa miasta oraz rozwój przemysłu. Stare miasto zostało otoczone przez nowe osiedla mieszkaniowe. Rozwijały się również zakłady znane w całej Polsce do dziś, m.in. Skoczowskie Zakłady Wyrobów Filcowych i filia bielskiej Fabryki Samochodów Małolitrażowych.
W latach 1975–1998 miasto administracyjnie należało do województwa bielskiego.
Wydarzeniem dla całego regionu była wizyta w Skoczowie papieża Jana Pawła II (22 maja 1995). Na Kaplicówce została wówczas odprawiona msza dla wiernych, w której udział wzięło około 200 tys. ludzi. Papież dzień wcześniej (21 maja 1995) kanonizował w Ołomuńcu pochodzącego ze Skoczowa Jana Sarkandra.

## Zabytki

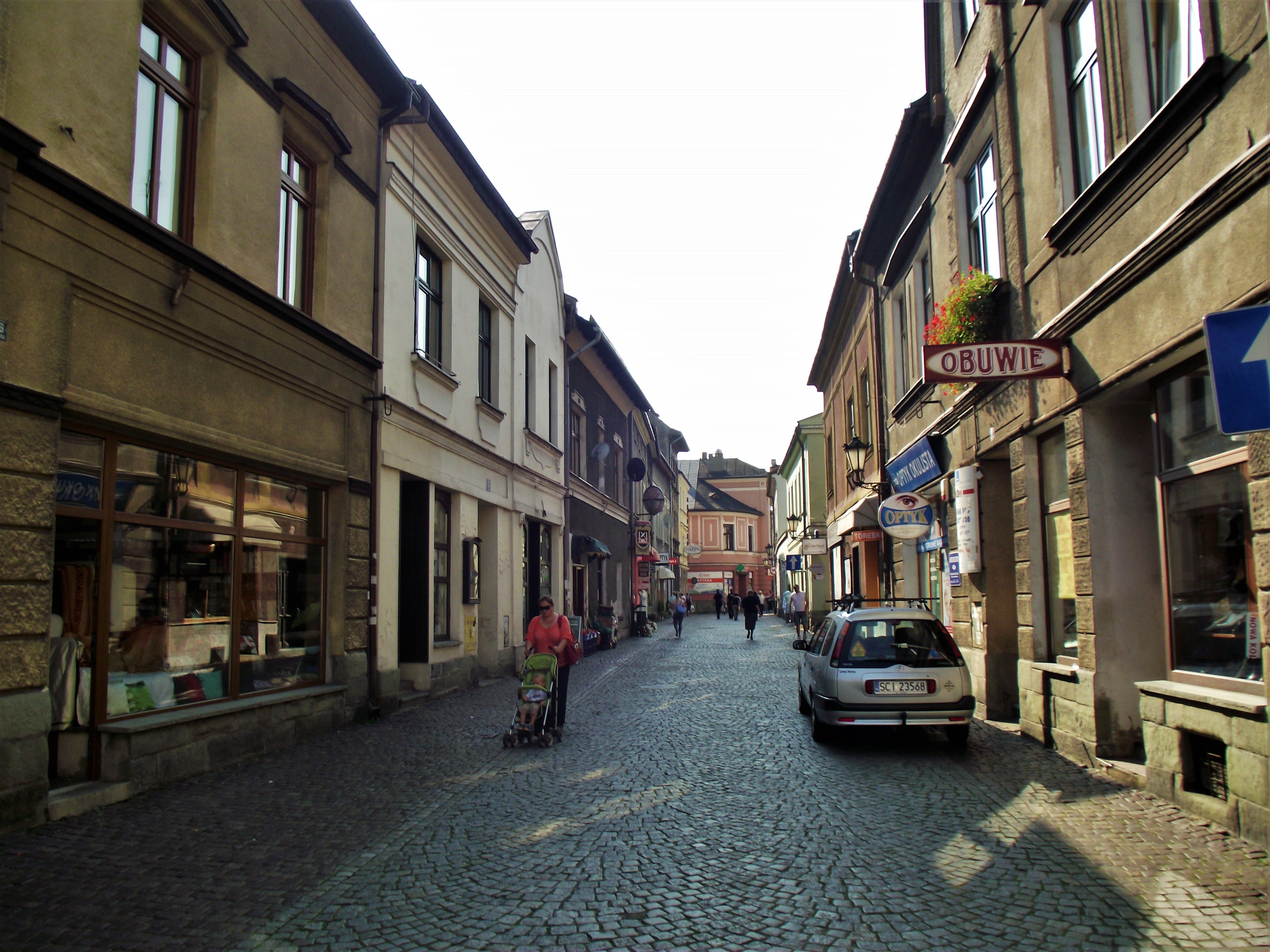
Ulica Bielska

Według Narodowego Instytutu Dziedzictwa, w miejscowości znajdują się następujące obiekty zabytkowe:
- kościół parafialny Świętych Apostołów Piotra i Pawła;
- kościół ewangelicko-augsburski Świętej Trójcy z lat 1863–1865;
- dawny zespół szpitalny, w skład którego wchodzą dawny szpital oraz kościół Znalezienia Krzyża Świętego;
- układ urbanistyczny;
- ratusz na rynku z lat 1797–1801, przebudowany w 1934;
- domy na Rynku (2, 5, 7, 8, 9, 10, 12, 13, 14, 15, 16, 17, 18, 19 i 22);
- domy przy ulicy Bielskiej (1, 3, 6, 12 i 18);
- dom, ul. Fabryczna 5;
- dom, ul. Kościelna 6;
- kamienica, ul. Cieszyńska 8[50].

### Inne zabytki
- Figury św. Jana Nepomucena i św. Jana Sarkandra z 1794 r.[30]
- Figura św. Jana Sarkandra z 1890 r.[30]

## Znane osoby związane ze Skoczowem
- Gustaw Morcinek – pisarz, poseł, nauczyciel miejscowej szkoły;
- Jan Sarkander – święty katolicki, patron miasta, męczennik;
- Karl Sohlich – burmistrz Skoczowa, inicjator nowoczesnego rozwoju miasta oraz budowy wielu gmachów użyteczności publicznej;
- Józef Kożdoń – polityk śląski, ideolog narodu śląskiego, skoczowski nauczyciel;
- Karol Śliwka – grafik, twórca wielu log takich jak chociażby „Śliwka” PKO Banku Polskiego;
- Herbert Czaja – niemiecki polityk, wieloletni poseł do Bundestagu i przewodniczący Związku Wypędzonych.

## Kultura
- Batalion d’Amour – grupa muzyczna wykonująca muzykę rock gotycki
- Masters of Mind – zespół metalowy
- Urim – zespół rockowy grający muzykę chrześcijańską
- Eksperyment – formacja tańca nowoczesnego

## Wspólnoty wyznaniowe

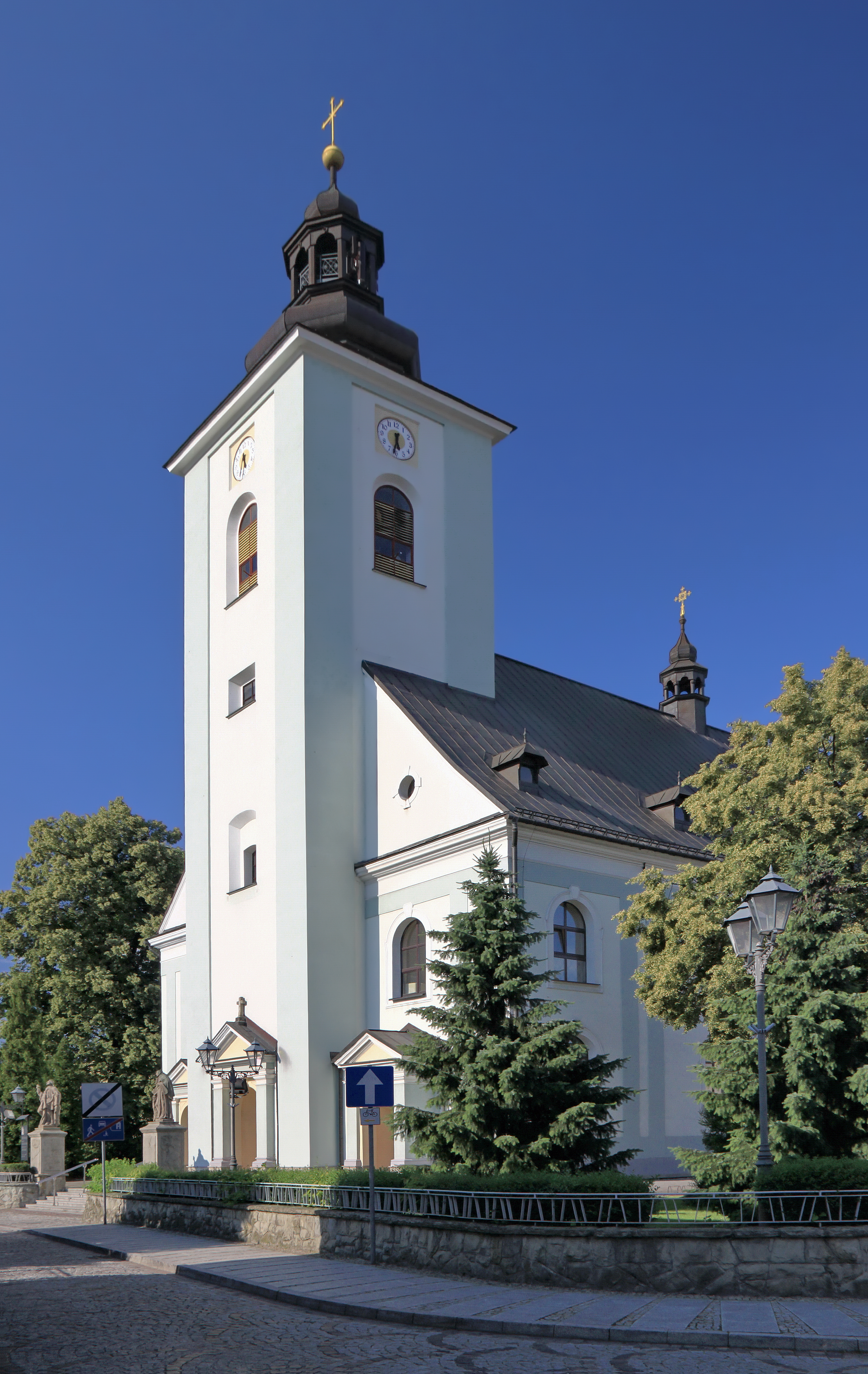
Kościół rzymskokatolicki Świętych Apostołów Piotra i Pawła

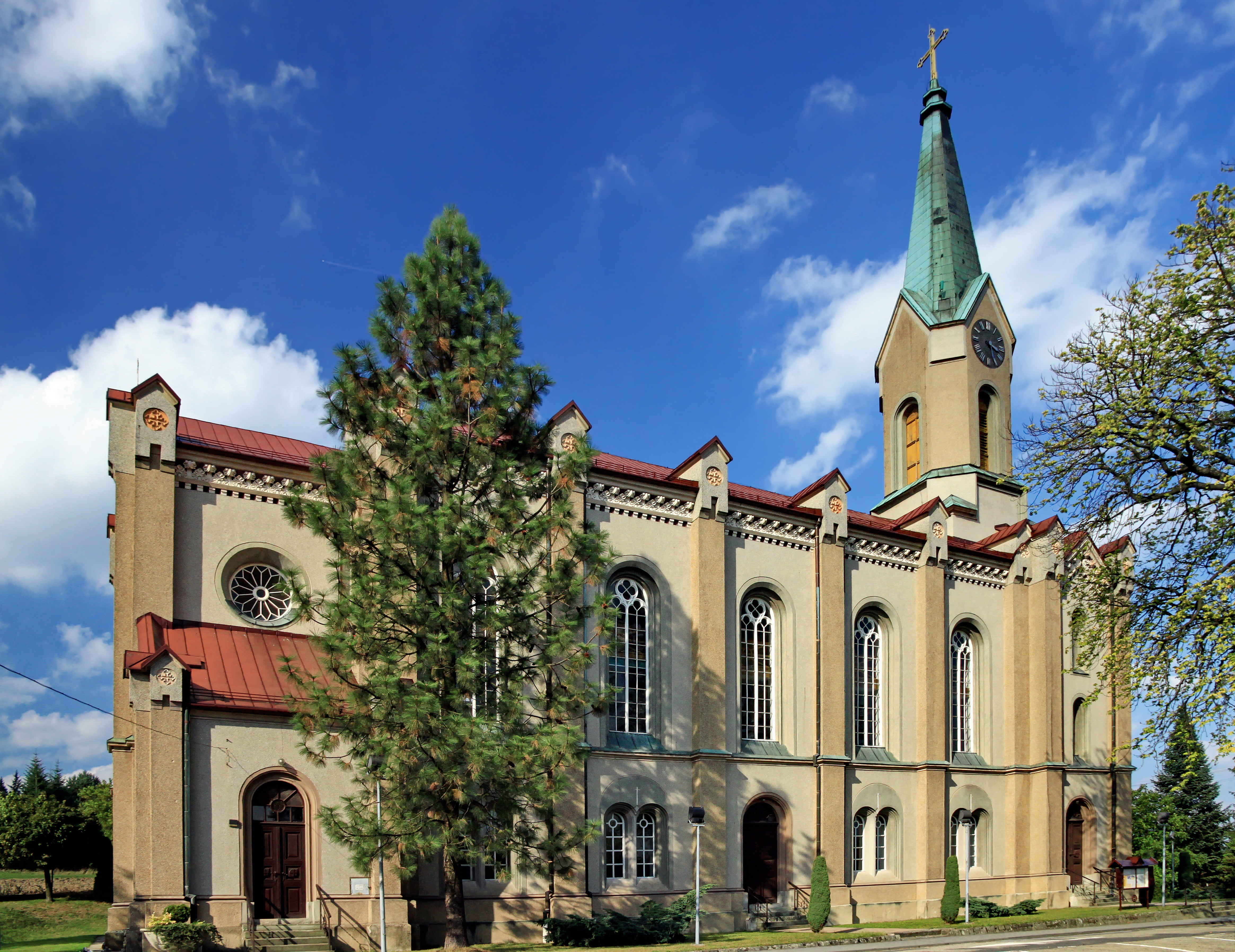
Kościół ewangelicko-augsburski Świętej Trójcy

### Katolicyzm

#### Kościół rzymskokatolicki
- parafia Świętych Apostołów Piotra i Pawła[51]
- parafia Matki Bożej Różańcowej[52]
- parafia Znalezienia Krzyża Świętego[53]

### Protestantyzm

#### Kościół Adwentystów Dnia Siódmego
- zbór w Skoczowie[54]

#### Kościół Ewangelicko-Augsburski
- Parafia Ewangelicko-Augsburska w Skoczowie[55]

#### Kościół Wolnych Chrześcijan
- zbór w Skoczowie[56]

#### Kościół Zielonoświątkowy
- zbór „Wspólnota Ewangelii”[57]

#### Mesjańskie Zbory Boże (Dnia Siódmego)
- zbór w Skoczowie[58]

#### Misja „Centrum Służby Życia”
- zbór w Skoczowie[59]

### Restoracjonizm

#### Świadkowie Jehowy
- zbór Skoczów-Miasto[60]
- zbór Skoczów-Północ[60]
- zbór Skoczów-Rosyjski[60]
- zbór Skoczów-Zawiśle[60]

## Cmentarze
- Cmentarz ewangelicko-augsburski w Skoczowie
- Cmentarz rzymskokatolicki w Skoczowie

## Gospodarka
W 1947 uruchomiono prywatną odlewnię żeliwa, którą w 1950 władze komunistyczne przymusowo upaństwowiły. W 1972 weszła ona jako filia w skład Fabryki Samochodów Małolitrażowych w Bielsku-Białej. W latach 60. XX w. wzniesiono drugi wielki zakład – skoczowską kuźnię, która, jako oddział Kuźni Ustroń, również weszła w skład FSM. W okresie PRL-u w mieście funkcjonowały również Skoczowskie Zakłady Wyrobów Filcowych Polkap (dawna firma Hückel) wyrabiające m.in. kapelusze, Fabryka Koców „Pledan”, Zakłady Garbarskie „Skotan”.
Po transformacji ustrojowej część zakładów została postawiona w stan upadłości. Gospodarczy rozwój miasta i gminy został zatrzymany w latach 90., jednak Skoczów pozostał najbardziej uprzemysłowioną miejscowością dzisiejszego powiatu cieszyńskiego. Filia Fabryki Samochodów Małolitrażowych po rozbudowie, już w latach 90. XX w., została sprywatyzowana, po czym, jako Teksid Poland, została wykupiona przez koncern Fiat.

## Sport
- Beskid Skoczów – trzecioligowy klub siatkarski
- Beskid Skoczów – trzecioligowy klub piłkarski (do 2009)
- Beskid 09 Skoczów – klub piłkarski utworzony w 2009 w miejsce sekcji piłkarskiej Beskidu Skoczów
- Kobiecy Klub Sportowy Wisła Skoczów – drugoligowy klub piłkarski
- Pretorians Skoczów – drużyna futbolu amerykańskiego założona w 2011.

## Komunikacja
Z dworca kolejowego w Skoczowie odjeżdżają pociągi Kolei Śląskich linii:
- S6 z Wisły Głębiec, Ustronia, Goleszowa do Pszczyny, Tychów, i Katowic;
- S62 ze Skoczowa do Cieszyna;
- S76 z Wisły Głębiec, Ustronia, Goleszowa do Żor, Rybnika, Knurowa i Gliwic.

Ponadto, w wybranych dniach kursuje pociąg spółki PKP Intercity TLK Wisła z Warszawy do Wisły Głębce. Ze Skoczowa kursują autobusy do Cieszyna, Bielska-Białej, Brennej Bukowej, Brennej Leśnicy, Chybia, Strumienia, Drogomyśla, Ustronia, Wisły, Koniakowa, Ochab, Kowali, Kiczyc, Pierśćca. Przez miasto kursują również przelotowe autobusy np. do Wisły, Warszawy, Krakowa, Lublina, Kołobrzegu i Ustki.

## Turystyka

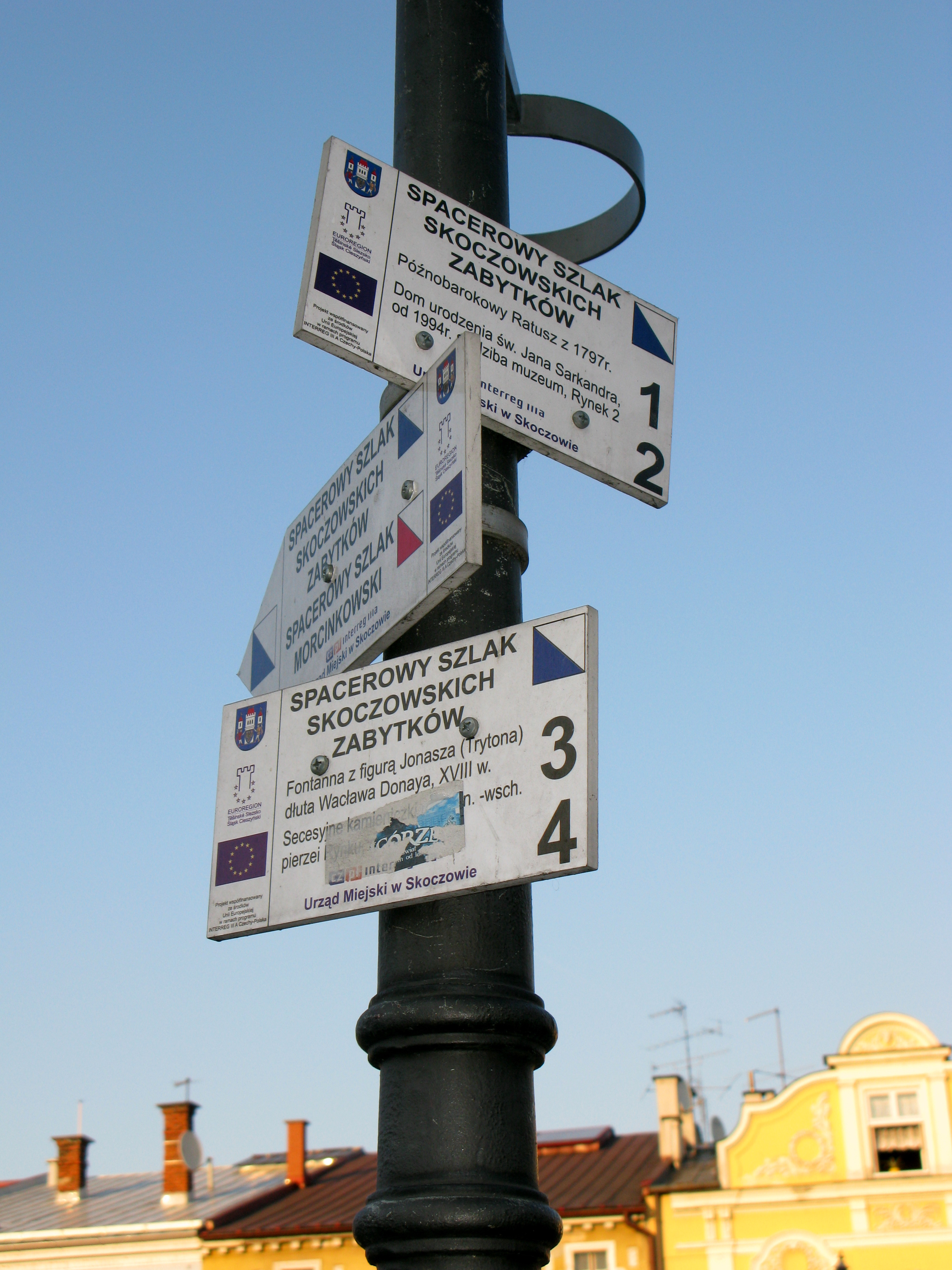
Tabliczki informacyjne szlaków spacerowych na rynku w Skoczowie

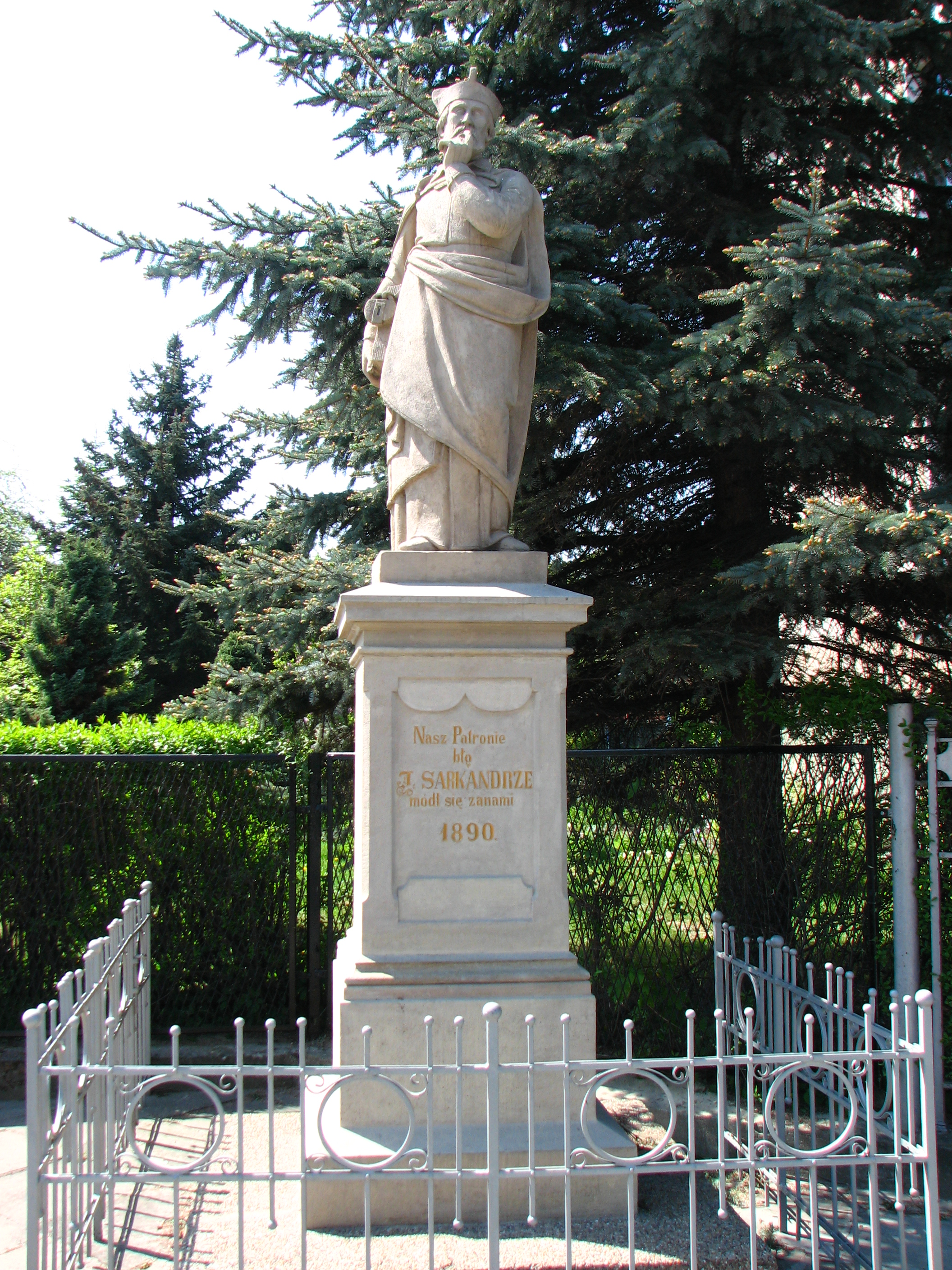
Figura św. Jana Sarkandra przy ul. Mickiewicza

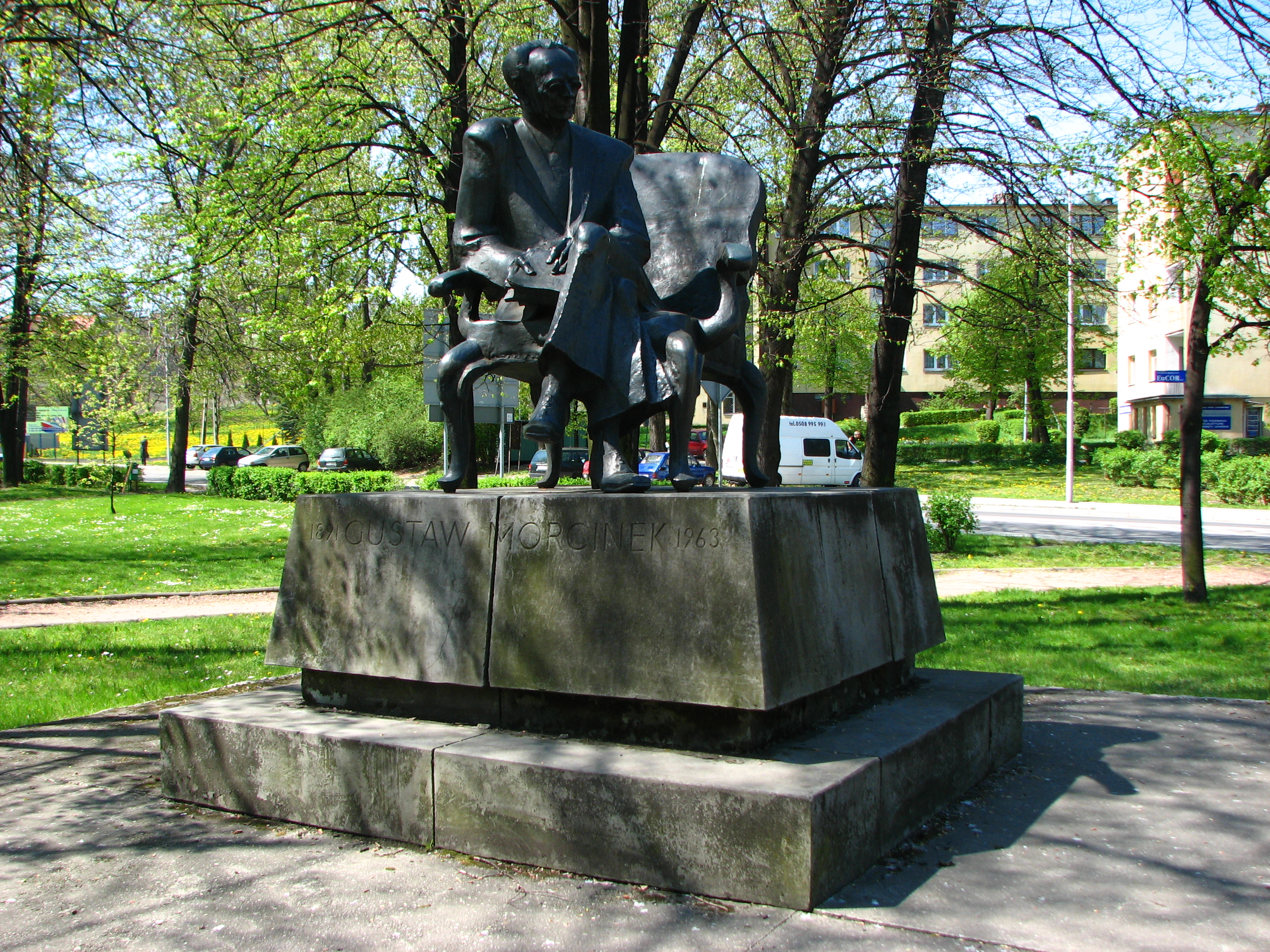
Pomnik Gustawa Morcinka
przy ul. Mickiewicza

### Informacja turystyczna
W Skoczowie od 24 maja 2007 przy rynku (Rynek 18) działa Biuro Promocji i Informacji oraz Galeryjka Miejska pod nazwą ARTadres – placówka prowadzona przez Urząd Miejski oraz Miejski Dom Kultury. Miejsce to jest punktem informacyjnym zajmującym się turystyką w Skoczowie i pobliskim Euroregionie Śląska Cieszyńskiego.

### Szlaki turystyczne i trasy rowerowe
Przed stacją kolejową PKP w Skoczowie rozpoczynają się 2 znakowane szlaki turystyczne:
- – na Równicę przez Lipowiec i Lipowski Groń – ok. 3½ h
- – przez Górki Wielkie do siodełka między Zebrzydką a Łazkiem w pasemku Błatniej, dalej można podążać  szlakiem na Błatnią – łącznie ok. 4½ h

Na obszarze miasta wytyczone są trzy oznakowane szlaki spacerowe. Na Rynku i przy Muzeum im. Gustawa Morcinka umieszczone są duże tablice z mapą i charakterystyką szlaków.
- Spacerowy Szlak Sarkandrowski – wytyczony w 1993, odnowiony w 2006 prowadzący po miejscach związanych z życiem i kultem św. Jana Sarkandra
- Spacerowy Szlak Morcinkowski – wytyczony w 2006, łączący miejsca związane z Gustawem Morcinkiem
- Spacerowy Szlak skoczowskich zabytków – wytyczony w 2006, uwzględniający zabytkowe, warte zwiedzenia miejsca

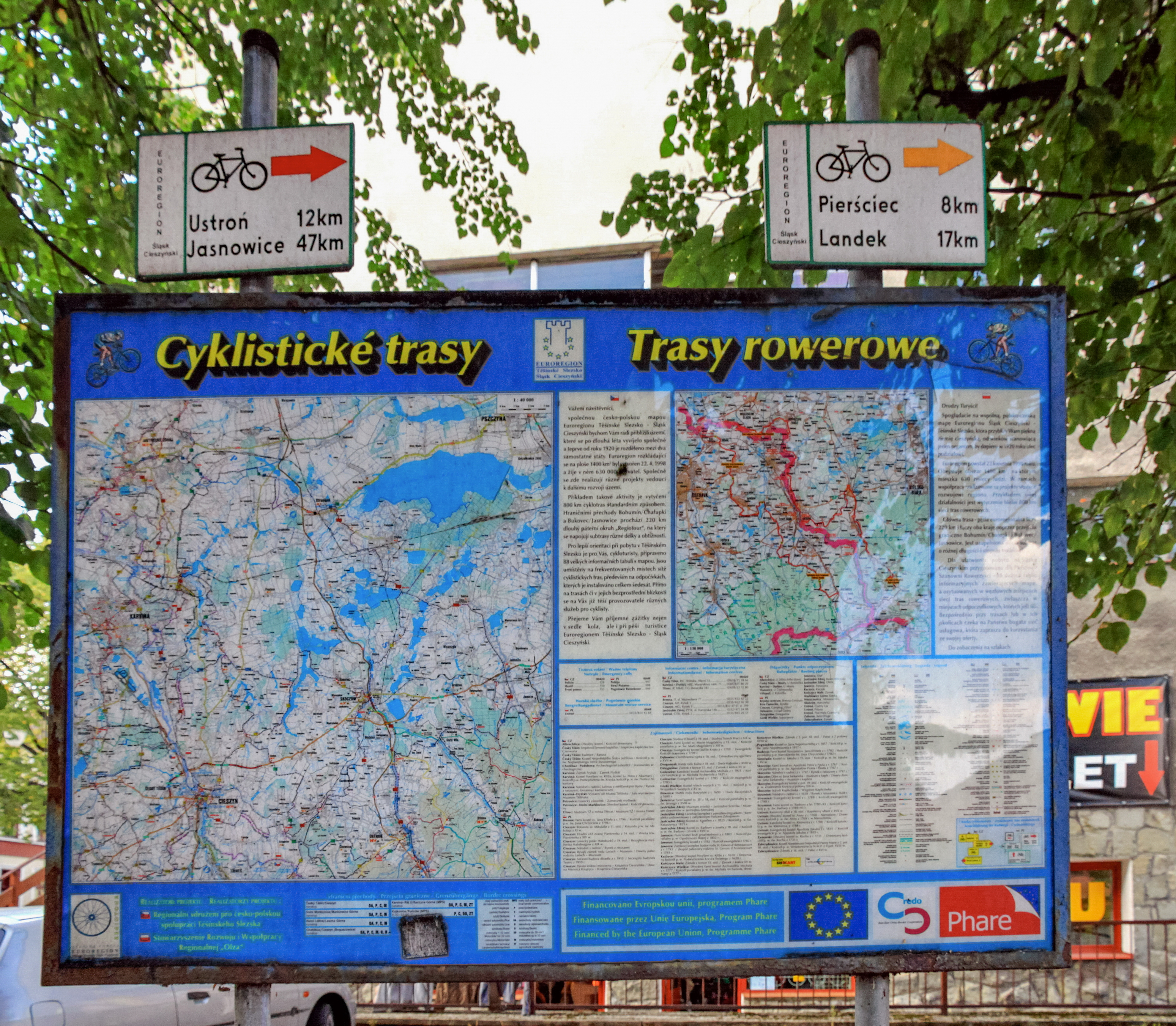
Tablica z mapą tras rowerowych w Skoczowie

Trasy rowerowe przebiegające przez Skoczów:
- Międzynarodowy Szlak Rowerowy Greenways Kraków – Morawy – Wiedeń
- Wiślana Trasa Rowerowa[66]
- czerwona trasa rowerowa nr 24 (Pętla rowerowa Euroregionu Śląsk Cieszyński)
- żółta trasa rowerowa nr 11 – Cieszyn – Skoczów – Landek (39 km)

## Współpraca międzynarodowa
Miasta i gminy partnerskie:
- Békéscsaba  Węgry
- Karwina  Czechy
- Martin  Słowacja

## Galeria

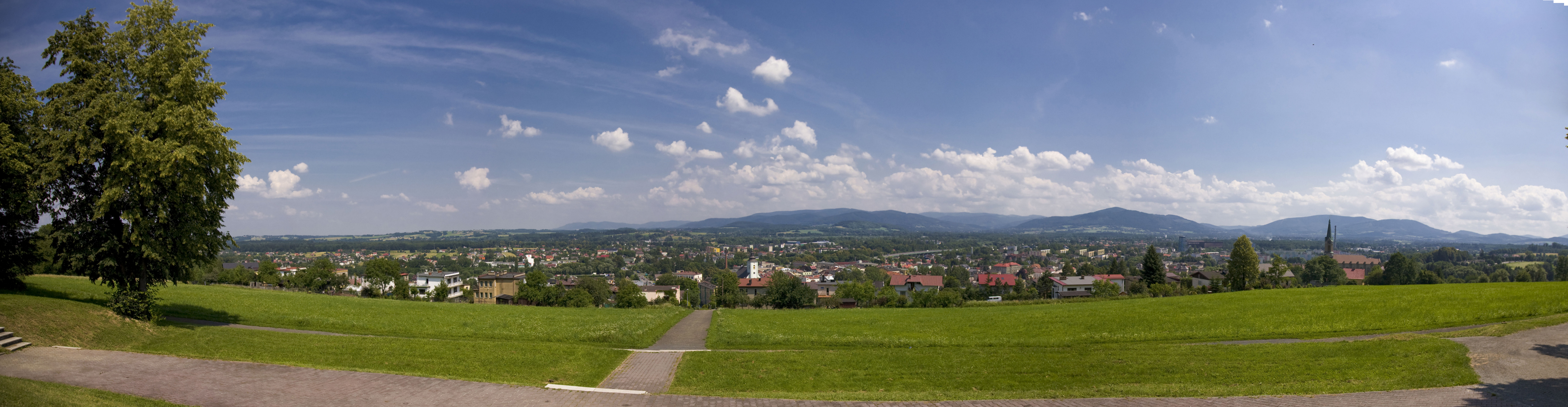
Panorama Skoczowa ze wzgórza Kaplicówka
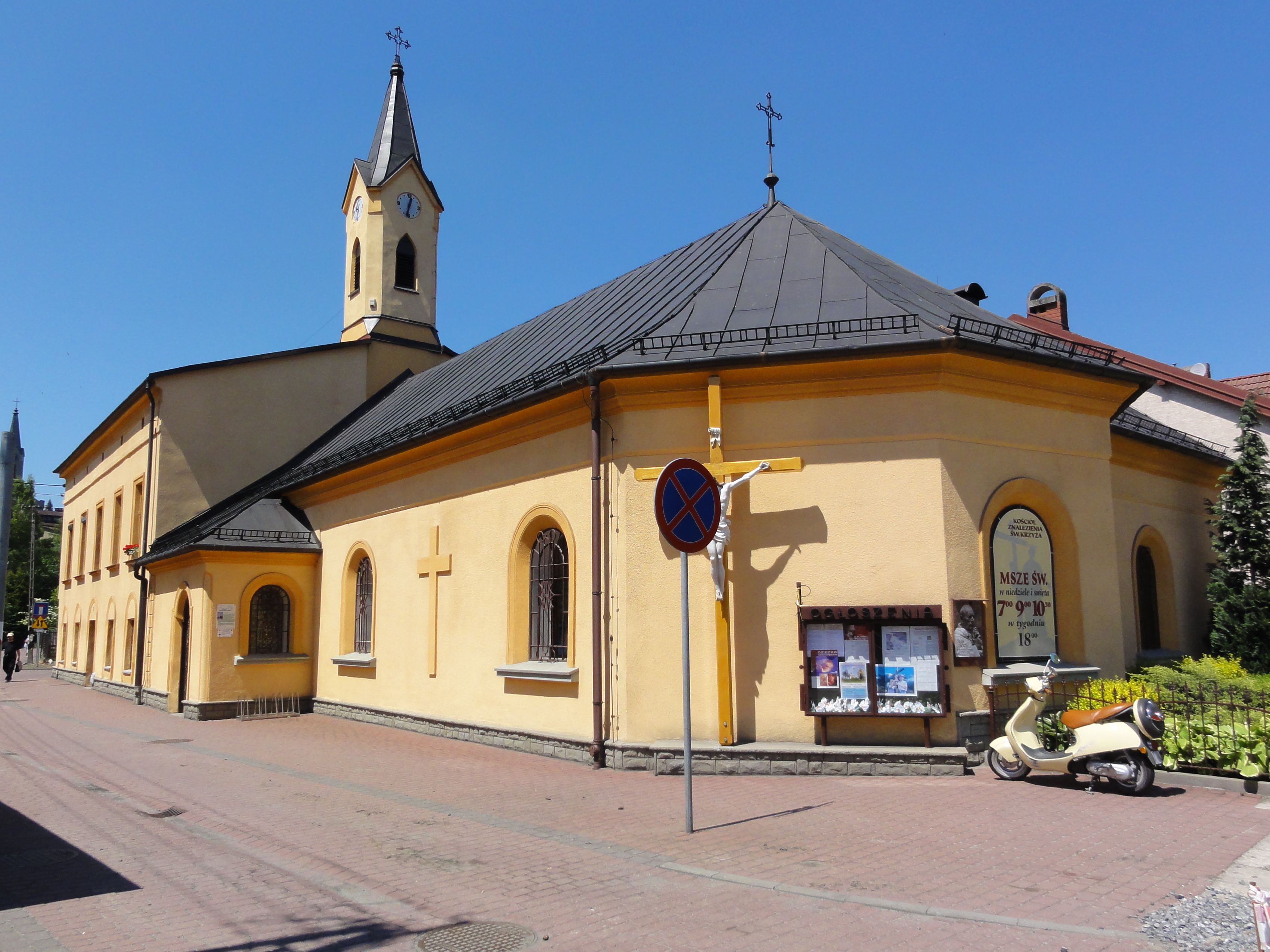
Zabytkowy kościół Znalezienia Krzyża Świętego
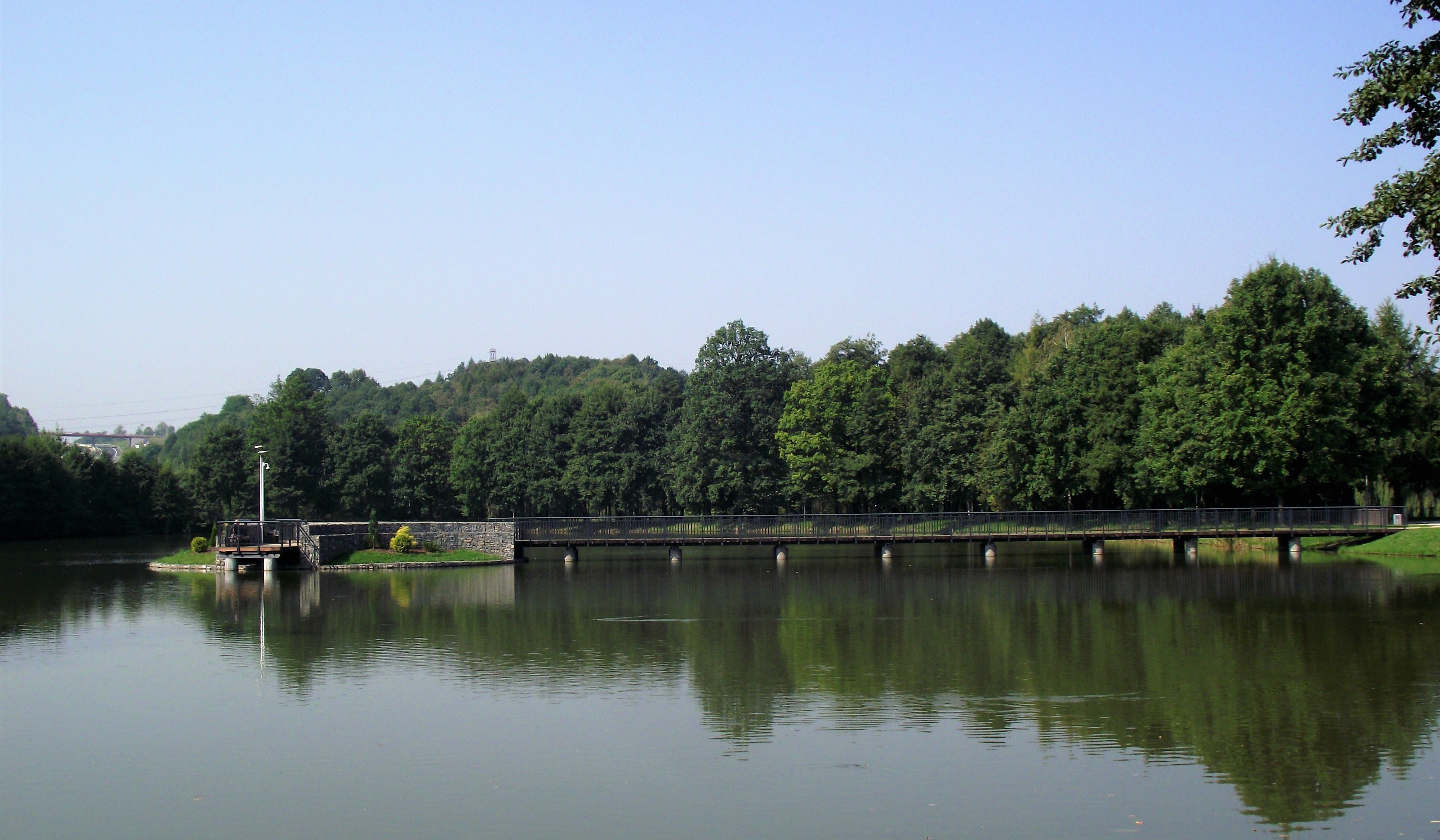
Molo na Stawie Morcinkowym
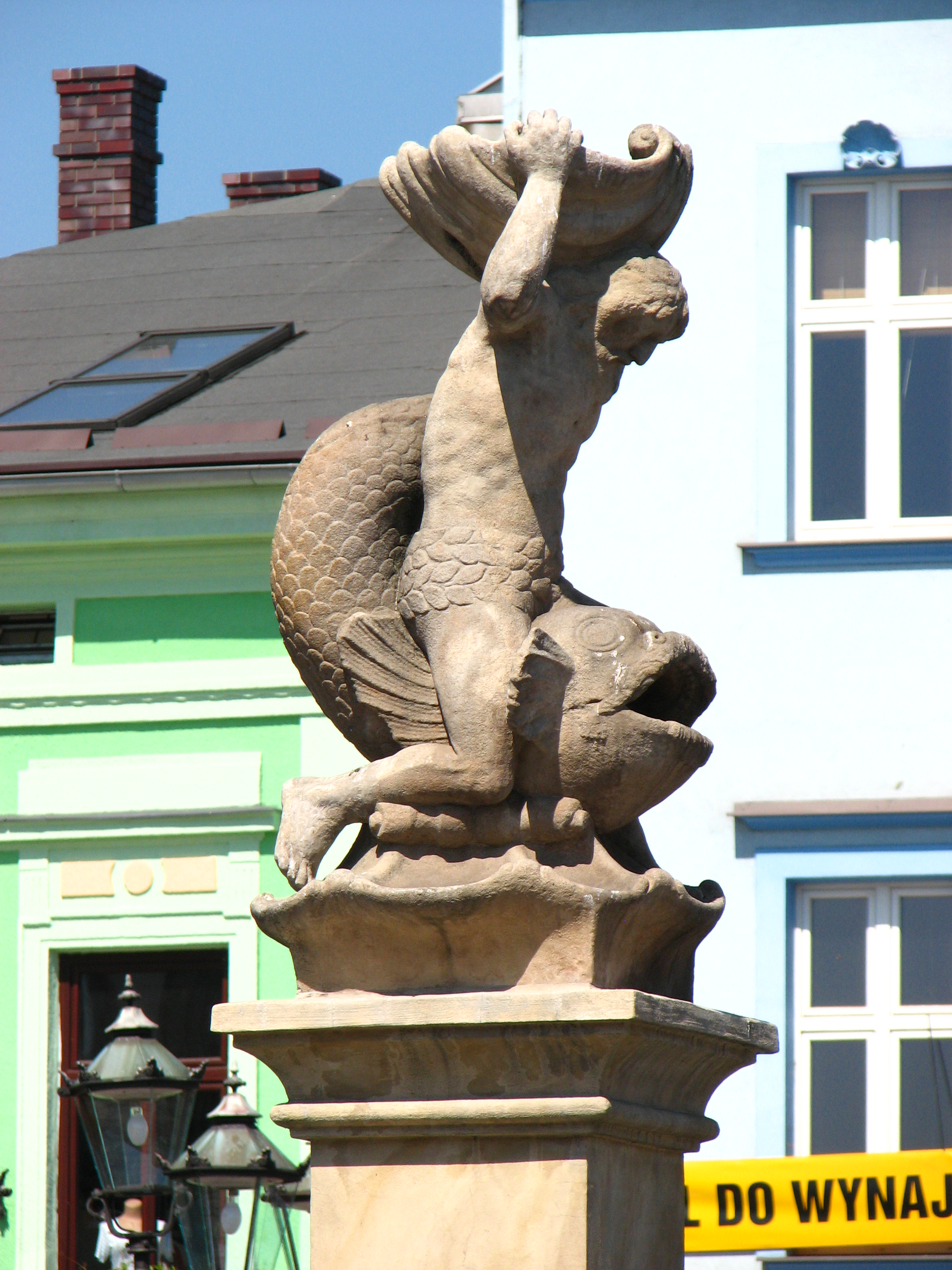
Figura Jonasza na rynku
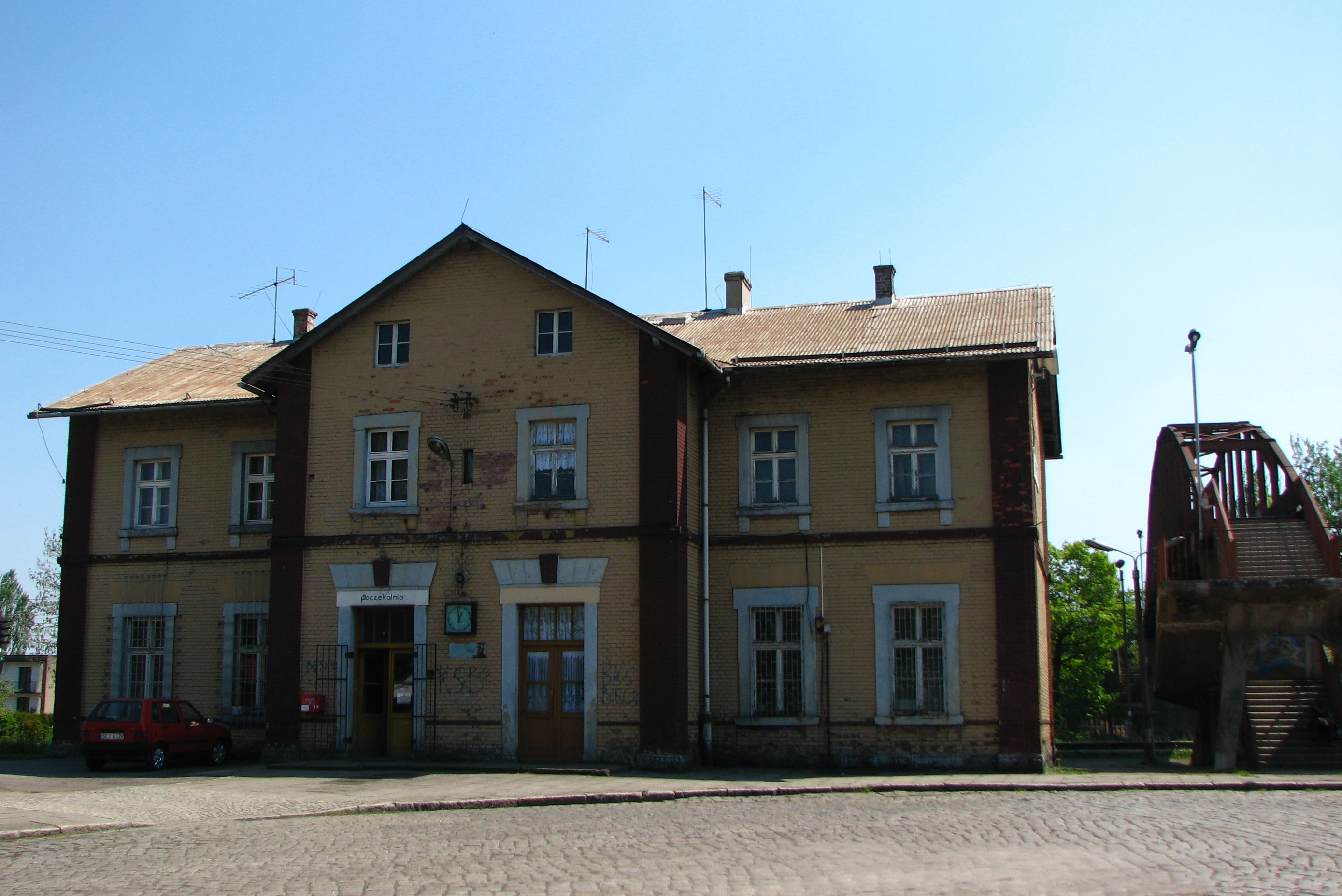
Dworzec kolejowy w Skoczowie